# 2021年亞洲室內暨武藝運動會
第六屆亞洲室內暨武藝運動會原定於2021年5月21日至30日於泰國曼谷與春武里舉行；因2019冠状病毒病疫情延期，最終延至2024年11月21日至11月30日舉行。本屆賽事將成為曼谷和芭達雅申辦第五屆夏季青年奧林匹克運動會基石。2024年8月19日，由於主辦方未能達到合約要求，亞洲奧委會宣布賽事取消。

## 賽事

### 運動項目
- 3x3篮球（詳細）（2）
- 水上運動
  -  短道游泳（詳細）（30）
  -  水球（詳細）（2）
- 羽球（詳細）（5）
- 五人制棒球（詳細）（1）
- 保齡球（詳細）（8）
- 啦啦隊（詳細）（4）
- 西洋棋（詳細）（6）
- 撞球（詳細）（15）
- 運動舞蹈（詳細）（14）
- 電子競技（詳細）（4）
- 地板曲棍球（詳細）（2）
- 五人制足球（詳細）（2）
- 室內田徑（詳細）（27）
- 室內曲棍球（詳細）（2）
- 室內划船（詳細）（10）
- 柔術（詳細）（20）
- 空手道（詳細）（13）
- 踢拳（詳細）（7）
- 克拉術（詳細）（10）
- 泰拳（詳細）（20）
- 籃網球（詳細）（1）
- 班卡西拉（詳細）（11）
- 滑輪運動（詳細）（12）
- 桑搏（詳細）（8）
- 藤球（詳細）（11）
- 射击（詳細）（5）
- 運動攀登（詳細）（6）
- 跆拳道（詳細）（20）
- 排球（詳細）（2）
- 角力（詳細）（18）

示範項目
- 室內無人機（詳細）（3）
- 台克球（詳細）（5）

## 外部連結
- OCA官方網站
- Bangkok–Chonburi 2021 (OCA)

| 前任者： 阿什哈巴德 | 亞洲室內暨武藝運動會 曼谷與春武里 第六屆亞洲室內暨武藝運動會 (2021) | 繼任者： 待定 |